# حوزه علمیه صادقیه (سمنان)
حوزه علمیه صادقیه سمنان در سال ۱۳۳۶ خورشیدی (۱۳۷۷ قمری) توسط محمد صالح حائری مازندرانی، تأسیس گردید.
این حوزه علمیه از آثار ملی استان سمنان و مربوط به دوره پهلوی بوده و در سمنان، خیابان ابوذر، واقع شده‌است. این اثر در تاریخ ۷ خرداد ۱۳۸۷ با شمارهٔ ثبت ۲۲۹۳۹ به‌عنوان یکی از آثار ملی ایران به ثبت رسیده‌است.